# Red Orchestra: Combined Arms
Red Orchestra: Combined Arms is een first person tactical shooter total conversion ontwikkeld door Tripwire Interactive.
De mod (modificatie) speelt zich af in verschillende veldslagen op het oostfront tijdens de Tweede Wereldoorlog tussen de Sovjet- en Duitse militaire strijdkrachten. Tripwire Interactive, de ontwikkelaars hebben deze mod gebruikt en doorontwikkelt voor de game Red Orchestra: Ostfront 41-45 die op 14 maart 2006 uit werd gebracht op het Steam-netwerk van Valve Software Corporation.
De belangrijkste en meest opvallende kenmerk is de ongekende nadruk op realisme in de vorm van historische authenticiteit en gameplay vergeleken met de meeste op de Tweede Wereldoorlog-gebaseerde first person shooters. In tegenstelling tot de meeste op de Tweede Wereldoorlog-gebaseerde first person shooters is er weinig informatie op het beeldscherm te zien.
Er is geen richtkruis (ook wel bekend als crosshair), integendeel, de speler wordt gedwongen om via een virtuele driedimensionale keep en korrel (vizier) hun wapen te richten, dit compenseert weer het effect door wordt veroorzaakt door het ademen en bewegen van de schutter. Dit geldt ook voor geweren met telescopen. De speler wordt ook gedwongen om zelf het aantal geloste schoten te onthouden aangezien het spel niet zoals meest first person shooters via een HUD (Head-Up Display) weergeeft hoeveel schoten er nog over zijn. Ook wordt de gezondheids status van de speler anders weergegeven, namelijk via een diagram van het lichaam van de speler waar getroffen (beschadigde) ledematen rood kleuren.
Zoals in meeste realistische first person shooters zijn schoten van grendelgeweren (ook wel bolt-action rifles genoemd) meestal al fataal bij een enkele treffer. Ook kunnen schoten van semiautomatische en volautomatische geweren, machinegeweren en machinepistolen al bij een enkele treffer fataal aflopen, vaak zijn treffers van pistolen fataal.
Red Orchestra: Combined Arms kreeg de hoofdprijs in de Make Something Unreal mod competitie, die georganiseerd werd door nVidia en Epic Games. De hoofdprijzen waren licenties op de Unreal Engine 2.5 en de Unreal Engine 3.0 game engines.